# Aleucanitis sculpta
Aleucanitis sculpta is een vlinder uit de familie van de spinneruilen (Erebidae). De wetenschappelijke naam van de soort is voor het eerst geldig gepubliceerd in 1904 door Püngeler.